# George Ellis
George F. R. Ellis, (nacido la Ciudad del Cabo el 11 de agosto de 1939) es un cosmólogo sudafricano que ocupa actualmente una cátedra de física en la Universidad de Ciudad del Cabo.
George F. R. Ellis es profesor emérito de la cátedra de Ciencias Complejas y Matemáticas Aplicadas en la cosmopolita Universidad de Ciudad del Cabo, y es considerado en el presente (2008) uno de los principales referentes teorizadores de la cosmología . Ha sido galardonado y posee el carácter desde el 18 de mayo de 2007 de FRS (Miembro de la Royal Society)  y se lo considera uno de los principales teóricos contemporáneos en cosmología dedicándose especialmente a los Sistemas complejos en el Departamento de Matemática y Matemática Aplicada de la Universidad de Ciudad del Cabo. 
En 1973 escribió junto con Stephen Hawking La Estructura a Gran Escala del Espacio-Tiempo (The Large Scale Structure of Space-Time) publicado  por la Universidad de Cambridge (Inglaterra). 
Entre 1988 y 1992 Ellis fue presidente electo de la International Society on General Relativity and Gravitation. 
En 2004 obtuvo el premio Templeton de las ciencias. En el 2005 fue orador invitado en la conferencia Nobel dada en Saint Peter. Por otra parte siendo un cuáquero practicante desempeña desde el 2008 el cargo de presidente de la International Society for Science and Religion .

Políticamente se le puede considerar un liberal genuino con ideas centroprogresistas por lo cual se ha destacado como un acérrimo opositor al sistema del apartheid por lo cual sufrió cierto ostracismo. Tras la caída del régimen racista se le pudo galardonar en el 1999 con la condecoración Star of South Africa (Estrella de Sudáfrica) junto a Nelson Mandela.

## Ideario
George Ellis ha propuesto un modelo de universo en el cual (tal como luego se ha comprobado matemáticamente) es posible la existencia de entes que parecían imposibles: singularidades desnudas, coherentemente con tal postulado la cosmología ellisiana el universo conocido tiene una "forma" con características semejantes a las cilíndricas (esto entre comillas, del mismo modo que se habla de un "universo plano") en el cual la Tierra (como punto desde el que se sitúa el observador humano) aparecería en un extremo y una singularidad en el "opuesto". Ellis no ha considerado la inflación cósmica; en su teorización las galaxias se consideran distribuidas anisótropamente; con mucha densidad de materia (al menos de la "común" materia bariónica) en torno a las singularidades gravitacionales y muy poca de la misma en los "espacios vacíos" (como el que rodea a la Tierra). De este modo el efecto de tal heterogénea distribución de la materia y su espacio-tiempo adjunto provocaría el corrimiento al rojo (como una especie de efecto Doppler fotónico) dando así la impresión al observador en la Tierra (o cualquier otro punto de perspectiva semejante) de una fuga de las galaxias; se ha considerado, algo impropiamente, a Ellis como un platónico.
En el terreno filosófico, Ellis ha desarrollado su concepción científica y compatibilizado, influyendo sustancialmente en el desarrollo del diálogo ciencia/fe con su principio antrópico cristiano, entre otros, recibiendo por su obra el premio Templeton en 2004.

## Publicaciones

### Libros
- (Junto con Stephen Hawking): Hawking, S.W.; Ellis, G.F.R. (1973). The Large Scale Structure of Space-Time. Cambridge: Cambridge University Press. ISBN 0-521-20016-4.
- (con David Dewar): Low Income Housing Policy in South Africa, Urban Problems Research Unit, UCT, 1979.
- (con Ruth Williams): Flat and Curved Space Times, Oxford University Press, 1988, revised 2000.
- Before the Beginning, Bowerdean/Marion Boyars, 1993.
- (con A Lanza and J Miller): The Renaissance of General Relativity and Cosmology. University Press, Cambridge 1993; paperback, 2005.
- Science Research Policy in South Africa, Royal Society of South Africa, 1994.
- (con Nancey Murphy): On The Moral Nature of the universe: Cosmology, Theology, and Ethics. Fortress Press, 1996.[2][3]
- (con John Wainwright, Eds.): Wainwright, J.; Ellis, G.F.R., ed. (1997). Dynamical Systems in Cosmology. Cambridge: Cambridge University Press. ISBN 0-521-55457-8.
- (con Peter Coles): Is The Universe Open or Closed? The Density of Matter in the Universe. Cambridge University Press, 1997.
- The Cubs Fan's Guide To Happiness. Triumph Books, 2007
- George F. R. Ellis (2008). Faith, hope and doubt in times of uncertainty. Interactive Publications. ISBN 9780980325812.
- George Francis Rayner Ellis (ed.) (2002). The far-future universe: eschatology from a cosmic perspective. Templeton Foundation Press. ISBN 9781890151904.[4]
- Ellis, George F. R.; Maartens, Roy; MacCallum, Malcolm A. H. (2012). Relativistic Cosmology (en inglés). Cambridge University Press. ISBN 9780521381154.

### Artículos
Ellis ha publicado más de 500 incluyendo 17 en  Nature. Entre los cuales se destacan:
- "Cosmological perturbations and the physical meaning of gauge-invariant variables" / "Perturbaciones cosmológicas y el significado de las variables invariantes de gauge"  (con Marco Bruni, Peter K. S. Dunsby) The Astrophysical Journal, volumen 395 (1992) - Citado 117 veces.
- "Cosmological models (Cargèse Lectures 1998)" (con Henk van Elst) - Citado 93 veces.
- "The case for an open Universe"/ "El caso para un universo abierto",   en Nature 370, 609 - 615 (25 August 1994) (Citado 60 veces)
- Artículo en Nature argumentando que la física carece de una adecuada explicación de design Archivado el 4 de octubre de 2006 en Wayback Machine.